# Lijst van nummer 1-hits in Duitsland in 1991
Deze hits stonden in 1991 op nummer 1 in de Musikmarkt Top 100, de bekendste hitlijst in Duitsland.
| Datum        | Artiest                                | Titel                                      |
| ------------ | -------------------------------------- | ------------------------------------------ |
| 4 januari    | Enigma                                 | Sadeness part I                            |
| 11 januari   | Enigma                                 | Sadeness part I                            |
| 18 januari   | Enigma                                 | Sadeness part I                            |
| 25 januari   | Torfrock                               | Beinhart                                   |
| 1 februari   | Torfrock                               | Beinhart                                   |
| 8 februari   | Torfrock                               | Beinhart                                   |
| 15 februari  | Torfrock                               | Beinhart                                   |
| 22 februari  | Torfrock                               | Beinhart                                   |
| 1 maart      | C & C Music Factory & Freedom Williams | Gonna make you sweat (Everybody dance now) |
| 8 maart      | C & C Music Factory & Freedom Williams | Gonna make you sweat (Everybody dance now) |
| 15 maart     | C & C Music Factory & Freedom Williams | Gonna make you sweat (Everybody dance now) |
| 22 maart     | C & C Music Factory & Freedom Williams | Gonna make you sweat (Everybody dance now) |
| 29 maart     | C & C Music Factory & Freedom Williams | Gonna make you sweat (Everybody dance now) |
| 5 april      | Roxette                                | Joyride                                    |
| 12 april     | Roxette                                | Joyride                                    |
| 19 april     | Roxette                                | Joyride                                    |
| 26 april     | Roxette                                | Joyride                                    |
| 3 mei        | Roxette                                | Joyride                                    |
| 10 mei       | Roxette                                | Joyride                                    |
| 17 mei       | Roxette                                | Joyride                                    |
| 24 mei       | Roxette                                | Joyride                                    |
| 31 mei       | Scorpions                              | Wind of change                             |
| 7 juni       | Scorpions                              | Wind of change                             |
| 14 juni      | Scorpions                              | Wind of change                             |
| 21 juni      | Scorpions                              | Wind of change                             |
| 28 juni      | Scorpions                              | Wind of change                             |
| 5 juli       | Scorpions                              | Wind of change                             |
| 12 juli      | Scorpions                              | Wind of change                             |
| 19 juli      | Scorpions                              | Wind of change                             |
| 26 juli      | Scorpions                              | Wind of change                             |
| 2 augustus   | Scorpions                              | Wind of change                             |
| 9 augustus   | Scorpions                              | Wind of change                             |
| 16 augustus  | Kate Yanai                             | Summer dreaming (Bacardi feeling)          |
| 23 augustus  | Kate Yanai                             | Summer dreaming (Bacardi feeling)          |
| 30 augustus  | Kate Yanai                             | Summer dreaming (Bacardi feeling)          |
| 6 september  | Kate Yanai                             | Summer dreaming (Bacardi feeling)          |
| 13 september | Kate Yanai                             | Summer dreaming (Bacardi feeling)          |
| 20 september | Kate Yanai                             | Summer dreaming (Bacardi feeling)          |
| 27 september | Kate Yanai                             | Summer dreaming (Bacardi feeling)          |
| 4 oktober    | Kate Yanai                             | Summer dreaming (Bacardi feeling)          |
| 11 oktober   | Bryan Adams                            | (Everything I do) I do it for you          |
| 18 oktober   | Bryan Adams                            | (Everything I do) I do it for you          |
| 25 oktober   | Bryan Adams                            | (Everything I do) I do it for you          |
| 1 november   | Bryan Adams                            | (Everything I do) I do it for you          |
| 8 november   | Bryan Adams                            | (Everything I do) I do it for you          |
| 15 november  | Salt-n-Pepa                            | Let's Talk About Sex                       |
| 22 november  | Salt-n-Pepa                            | Let's Talk About Sex                       |
| 29 november  | Salt-n-Pepa                            | Let's Talk About Sex                       |
| 6 december   | Salt-n-Pepa                            | Let's Talk About Sex                       |
| 13 december  | Salt-n-Pepa                            | Let's Talk About Sex                       |
| 20 december  | Salt-n-Pepa                            | Let's Talk About Sex                       |
| 27 december  | Salt-n-Pepa                            | Let's Talk About Sex                       |